# Прапор Аквітанії
Прапор Аквітанії — прапор регіону на південному заході Франції, що межує з Іспанією.

## Прапор колишньої області Аквітанія
До злиття регіонів у 2016 році офіційного прапора колишнього адміністративного регіону Аквітанія не було.
Але вживалася емблема, яка повторює логотип, вживаний облрадою. Він позначає букву «A», початкову літеру назви регіону, яка слідує за розрізом узбережжя на рівні гирла Жиронди. Кількість смуг, які утворюють літеру А, дорівнює п’яти, як і п’ять департаментів регіону. При цьому ліва частина блакитна і символізує Атлантичний океан, а права – зелена, що символізує ліс землі і виноградник.

## Прапор Гієнни
Вживається неофіційний прапор, який символізує герб герцогства Аквітанія: у червоному полі золотий левовий леопард із синім озброєнням.
У 2010 році вийшла монета номіналом 10 євро із зображенням прапора Гієнни, щоб представити регіон у регіональному виданні євро.